# Alessandro Contini Bonacossi
Alessandro Contini Bonacossi (Ancona, 18 marzo 1878 – Firenze, 22 ottobre 1955) è stato un mercante d'arte e politico italiano, che ebbe il titolo di conte e nel 1939 venne nominato senatore del Regno da Vittorio Emanuele III.
Fu protagonista del mercato filatelico e, ancora di più, di quello dell'arte, soprattutto antica, nell'ultima grande stagione in cui si andarono formando grandi collezioni private, che hanno dato poi origini a rinomate istituzioni museali.

## Biografia

### Origini e prime attività
Nacque da Camillo Contini, appartenente alla comunità ebraica ferrarese, e dalla contessa Elena Bonacossi Bermudez, di antica famiglia nobile. A diciannove anni rimase orfano di padre e si trasferì a Milano, dove conobbe Erminia Vittoria Galli Feroldi (1871-1949) con la quale si sposò ed ebbe due figli (Augusto Alessandro nel 1899 ed Elena Vittoria nel 1901), trasferendosi dopo il matrimonio a Barcellona.
In Spagna trovò impiego nel ramo commerciale e legale della Chemical Works & Co. Limited di Chicago, fino a diventare direttore, con Arrigo Petruzzi, della filiale a Madrid nel 1904. Qui, aiutato economicamente anche dalla moglie, avviò la sua attività di collezionista in campo filatelico, specializzandosi in particolare nei francobolli delle colonie spagnole delle quali acquistò tutte le serie esistenti, dirigendone con spirito imprenditoriale il prezzo sul mercato. Durante la prima guerra mondiale alternò soggiorni tra l'Italia e la Spagna, prima di stabilirsi definitivamente a Roma nel 1918.

### Mercante d'arte
In Italia, accanto all'interesse per i francobolli, iniziò a dedicarsi anche all'attività di mercante di dipinti e sculture, soprattutto di fattura antica (XIII-XVIII secolo) e di produzione spagnola e italiana, che gradualmente prese una fetta sempre maggiore della sua attività. In ciò poté avvalersi, fin dal 1918, dei consigli dello storico dell'arte Roberto Longhi, conosciuto fortuitamente dal figlio Alessandro Augusto sotto le armi a Gaeta. A partire da un contatto occasionale nacque un'intensa collaborazione che durò fino alla fine del secondo conflitto mondiale. Un altro alleato di Contini fu lo spedizioniere di origine argentina Achillito Chiesa, che fu fin dal 1920 uno dei suoi maggiori clienti, prima di francobolli e poi d'arte. L'attività instancabile del Chiesa raccolse presto a Milano un'enorme raccolta di dipinti antichi, italiani e stranieri, in gran parte forniti dal Contini stesso, finché il tracollo finanziario del 1925, non lo costrinse a vendere le sue collezioni, a più riprese in aste tenutesi fino al 1927 a Milano e New York. Molti dei pezzi migliori vennero riacquistati dal Contini stesso, che così costituì il primo nucleo della sua collezione personale d'arte.

### Il successo negli Stati Uniti
Nel corso di ripetuti viaggi negli Stati Uniti, Contini si mise in contatto con vari collezionisti americani, alcuni dei quali divennero suoi clienti, come Felix Warburg, Simon Guggenheim, Jules Bache. Nel quadro di un mercato ricchissimo e altamente competitivo, i rapporti col Bache pestarono i piedi a un protagonista del mercato come Joseph Duveen, il quale provocò una violenta campagna contro il Contini, che convinse Bache a disfarsi di tutte le opere acquistate dall'italiano. Nonostante ciò, dal 1927 Contini aveva conosciuto a Roma l'uomo d'affari Samuel Henry Kress, ricchissimo proprietario di una catena di supermercati in tutti gli Stati Uniti e uno dei più importanti collezionisti d'arte del XX secolo. Durante i viaggi annuali che il Kress compiva in Italia, accompagnato dalla compagna Delora Kilvert, Contini gli vendette diverse centinaia di dipinti e sculture, che egli reperiva sul mercato italiano ed estero, soprattutto sulle piazze di Londra e New York. I viaggi di Kress continuarono con regolarità fino al 1941, per riprendere nel dopoguerra, quando Contini piazzò alcune importanti vendite alla Fondazione Kress, in particolare nel 1948 e nel 1950. La collezione Kress è oggi esposta nella parte maggiore alla National Gallery di Washington e, in nuclei più piccoli, nei musei, chiese e università di tutti gli Stati Uniti, in particolar modo nei luoghi dove Kress aveva filiali dei suoi supermercati.

### Il mercato italiano
Anche in Italia si affidavano a Contini importanti collezionisti. L'avvocato torinese Riccardo Gualino gli acquistò un certo numero di dipinti, finché i rapporti non vennero bruscamente interrotti da dissapori tra il suo consigliere Lionello Venturi e Roberto Longhi. Fu Contini inoltre ad aiutare Vittorio Cini a formare il nucleo delle sue collezioni a Venezia, prima che i diversi obiettivi collezionistici li allontanassero (Contini si andò specializzando sulle opere di grande formato, Cini cercava quelle di dimensioni piccole).

### Donazioni
Nel frattempo Contini aveva avviato ad organizzare e patrocinare mostre di arte antica, soprattutto a Roma, nonché a beneficiare con donazioni alcune istituzioni pubbliche italiane. Ad esempio, arredò completamente sette sale del museo di Castel Sant'Angelo a Roma, regalò due tavole di Vitale da Bologna al Museo civico di Bologna, il modello in terracotta del monumento funebre a Luigi XIV di Bernini alla Galleria Borghese, la Pietà di Attilio Selva alla cattedrale di Tripoli e una parte degli arredi dell'Istituto nazionale di studi per il Rinascimento di Palazzo Strozzi, compresi alcuni dipinti di Cosimo Rosselli e Andrea Schiavone (Amore e Psiche). Inoltre finanziò il restauro degli affreschi di Filippo Lippi nel Duomo di Prato.
Nel ricreare ambienti rinascimentali si ispirò agli studi di Attilio Schiapparelli su La casa fiorentina e i suoi arredi nei secoli XIV e XV (Firenze 1908) e all'esempio di Elia Volpi a palazzo Davanzati: tali principi vennero messi in pratica nella sua abitazione fiorentina, la villa Stozzi da lui ribattezzata villa Vittoria, in cui visse dal 1931.
Il trasferimento da Roma a Firenze fu accelerato dalle violente critiche a una mostra di arte spagnola da lui organizzata nel 1930, arrivate da più parti.

### Villa Vittoria
Nella sua abitazione fiorentina sistemò la sua collezione d'arte al piano terreno e al primo piano, comprendendo alcuni sommi capolavori, quale la Pala della Madonna della Neve del Sassetta, anticamente nel Duomo di Siena, una pala del Bramantino già nella collezione Trivulzio a Milano (Madonna col Bambino e otto santi), un trittico di Ugolino di Nerio e numerosissimi dipinti dal Due al Settecento (Agnolo Gaddi, Carlo Crivelli, Giuseppe Maria Crespi, Giovanni Paolo Pannini, ecc.). Pochi e sceltissimi erano i pezzi di scultura, tra i quali spiccava il Martirio di san Lorenzo, marmo del Bernini, mentre cospicuo era il numero di rari mobili rinascimentali, maioliche, vetri e arazzi.
Allestita secondo i criteri museografici teorizzati da Wilhelm von Bode, la raccolta era frutto delle doti non comuni di conoscitore d'arte, unite a un senso pressoché infallibile nel riconoscere la qualità, pur non avendo alcuna preparazione accademica. Il secondo piano ospitava invece l'abitazione di famiglia, con mobili disegnati da Giò Ponti, dipinti di Ottone Rosai, Primo Conti, Filippo de Pisis, Mario Sironi, Arturo Tosi, Carlo Carrà, Alberto Martini, Marino Marini, Giorgio Morandi, Giovanni Michelucci. Vi era ospitata inoltre una fototeca.

### Guerra e dopoguerra
Fascista convinto, Alessandro Contini ricevette numerose onorificenze nel Ventennio, compreso il titolo di conte per discendenza materna (1928) con l'aggiunta, dal 1930, del cognome Bonacossi; fu inoltre senatore del Regno dal 1939 al 1944. Inquisito dalla Commissione d'epurazione nel dopoguerra per i rapporti coi Tedeschi nel traffico di opere d'arte, fu aiutato da Bernard Berenson che testimoniò e intervenne a suo favore. Contini aveva avuto infatti rapporti con Hermann Göring e con il suo agente in Italia Hans Posse, e parte delle opere intermediate furono recuperate su pressione delle autorità tedesche tramite l'Ufficio recupero opere d'arte del Ministero degli Affari Esteri. Una parte di queste però, cedute dagli Alleati al governo jugoslavo, si trovano oggi nel Museo nazionale di Serbia di Belgrado e sono tuttora oggetto di un contenzioso.
Nel 1949 perse la moglie e si risposò con Atala Pampaloni. Nel 1950 i rapporti con Longhi si interruppero bruscamente, rimpiazzato da Bernard Berenson con il quale, fino ad allora, i contatti erano stati puramente formali a parte l'episodio postbellico. La collaborazione con Berenson fu fondamentale per le vendite alla Fondazione Kress negli anni cinquanta, nell'ottica dell'implementazione della National Gallery di Washington.
L'ultimo anno di vita del conte fu turbato dalla scomparsa del nipote prediletto "Sandrino" (luglio 1955), che aveva fatto perdere le sue tracce per uno scandalo e che terminerà tragicamente la sua esistenza vent'anni dopo, quando fu trovato impiccato nei dintorni di Washington.

## Le vicende della collezione
Già dal 1945 i coniugi Contini-Bonacossi avevano espresso il desiderio di donare l'intera collezione, purché rimanesse integra. Alessandro in un primo tempo pensò allo Stato del Vaticano, ma poi si orientò per lo Stato italiano, senza però riuscire a perfezionare la donazione prima di scomparire, nel 1955. Alla sua morte i soli beni immobiliari ammontavano a 300 miliardi di lire dell'epoca.
La collezione, nel 1965, contava 1 040 pezzi, come risulta dall'inventario prima del trasferimento a palazzo Capponi, quando villa Vittoria venne alienata (oggi ospita il centro congressi di Firenze).
La donazione, parziale, fu perfezionata solo nel 1969 su iniziativa della seconda moglie. La collezione di dipinti e sculture antiche, ricca di importanti opere di scuola italiana e spagnola, oggi nota come Collezione Contini Bonacossi, venne selezionata da una commissione di esperti e storici dell'arte e rimase a Firenze, dopo essere stata esposta in più di un sito, e trovò finalmente sede in un dipartimento degli Uffizi, dove si trova esposta al pubblico dal 1º marzo 2018.
Dal mese di marzo del 2018 ha trovato la sua sede definitiva nelle otto sale del percorso museale della Galleria degli Uffizi.
La sua collezione filatelica venne invece dispersa in varie aste.